# Quartier des Halles
El quartier des Halles és el segon quartier administratif de Paris (barri administratiu de París) i està situat al 1r districte de París, el nom dels Halles de Paris, prové del mercat del comerç a l'engròs de productes alimentaris frescos que en una època va estar establerts al centre d'aquest barri. Els halles van ser demolits en la dècada de 1970 per deixar lloc al Forum des halles, principalment destinat a vianants amb l'estació més gran d'Europa, la Gare de Châtelet - Les Halles.

Els quartiers administratius del primer arrondissement : el quartier des Halles es a la dreta del mapa.

El quartier des Halles està delimitat per la rue de Rivoli al sud, la rue du Louvre a l'oest, la rue Étienne-Marcel al nord i el boulevard de Sébastopol a l'est.
Sota l'Antic Règim, al quartier hi havia també el cimetière des Innocents, tancat l'any 1780.

## Llocs i monuments
- Église Saint-Eustache
- Fontaine des Innocents
- Bourse de commerce
- Forum des Halles

## Demografia
Segons el cens de 1999, tenia 8.980 habitants en 41,2 hectàrees.